# Karl Leister

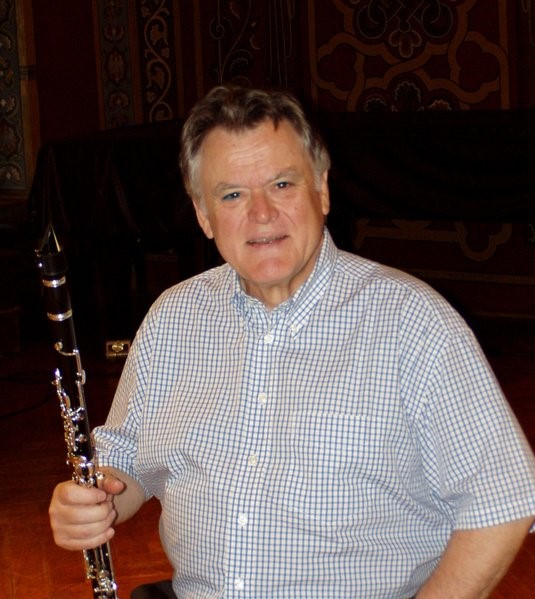
Karl Leister

Karl Leister (* 15. Juni 1937 in Wilhelmshaven) ist ein deutscher Klarinettist.

## Leben
Den ersten Klarinettenunterricht erhielt Karl Leister von seinem Vater, der als Klarinettist Mitglied des Rias-Symphonie-Orchesters Berlin war. Von 1953 bis 1956 studierte er bei Heinrich Geuser an der Hochschule für Musik Berlin und wurde 1957 Solo-Klarinettist an der Komischen Oper Berlin unter Václav Neumann. 1959 wurde er Solo-Klarinettist bei den Berliner Philharmonikern unter Herbert von Karajan. Zeitgleich begann seine internationale Karriere als Solist u. a. unter der Leitung von Karl Böhm, Seiji Ozawa, Eugen Jochum, Rafael Kubelík, Aaron Copland, Neville Marriner, Rafael Frühbeck de Burgos und Herbert von Karajan. Als Kammermusiker arbeitete er u. a. mit Wilhelm Kempff, Pierre Fournier, Gidon Kremer, Rita Streich, Kathleen Battle, dem Amadeus-Quartett, dem Leipziger Streichquartett, dem Artis-Quartett und dem Vogler-Quartett sowie mit den Pianisten James Levine, Riccardo Muti, Gerhard Oppitz, Christoph Eschenbach, Jelena Baschkirowa, Elisabeth Leonskaja und Paul Gulda. 1993 verließ er die Berliner Philharmoniker.
Seit 1972 unterrichtet Karl Leister an der Orchester-Akademie der Berliner Philharmoniker und veranstaltet internationale Meisterkurse. Einer seiner Schüler war der finnische Dirigent Osmo Vänskä. Von 1993 bis 2002 war Karl Leister Professor an der Hochschule für Musik „Hanns Eisler“ Berlin.